# Procópio (emissário)
Procópio (em latim: Procopius) foi um oficial bizantino do século VII, ativo durante o reinado do imperador Constante II (r. 641–668).

## Vida

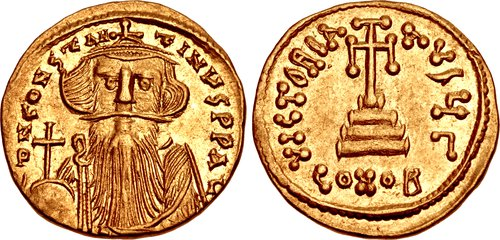
Soldo de r.

Procópio talvez fosse ex-comandante militar do Egito do tempo de Heráclio (r. 610–641). Aparece em 651, quando é emissário a Moáuia, general e governador árabe da Síria, em nome de Constante para alcançar a paz. Uma paz foi acordada por 2 anos. Os bizantinos entregaram como refém Gregório, sobrinho de Heráclio.